# リクエスト番組
リクエスト番組（ -ばんぐみ）は、主にラジオでリスナーからのメール・FAX・ハガキなどにより求められた楽曲（リクエスト曲）を再生する音楽番組。

## 概要
1935年のクリスマスにドイツのラジオ局で放送されていた生演奏番組にてリスナーから演奏して欲しい曲目の要望が電話で寄せられたことをきっかけとして、翌年1936年に世界初のリクエスト番組が開始された。その後日本国内では1952年にラジオ神戸にてクリスマスの特別番組として初の電話リクエスト企画が行われ2000件のリクエストが寄せられたことをきっかけに、その後複数の電話リクエスト番組が開始された。
初めはハガキによるリクエストが主だったが、その後リアルタイムで受け付けられる“電リク（電話リクエスト）”が主流となった。
1990年代にはファクシミリ、21世紀になってから電子メールによるリクエスト参加者が多くなった事もあり、経費節減から電話受付オペレーターが省かれるなど、電リク番組がなくなりつつある。また2020年にはエフエム東京にてメールでのリクエストの中からインターネット接続を用いてパーソナリティとリスナーでやり取りを行う「オンラインリクエスト」（オンリク）といった試みも登場している。
特殊な例としては、開局記念番組など特別番組で過去に放送された番組から視聴者・聴取者から思い出に残る場面を募り、保存資料を放送するものもある。

## 主なリクエスト番組
ラジオ番組
- 音楽の風車（山陰放送）
開局（1954年3月1日）から2021年現在まで続くリクエスト音楽番組。余程の事態にならない限り毎日放送する。
- 昼の希望音楽会（ラジオ福島）
こちらも開局（1953年12月1日）から2021年現在まで続いている長寿リクエスト番組。
- 山下達郎のサンデー・ソングブック（TOKYO FM・JFN系）
基本はパーソナリティの山下達郎による選曲であるが、「わがままリクエスト」など特集で放送されることもある。同じリクエストをその曲がかかるまで毎週送り続ける熱心なリスナーもいる。
- FMリクエストアワー（NHK-FM）
- J-WAVE ミュージック・デリバリー（J-WAVE、1988年 - 1992年）
- お願い!DJ!小林克也青春ベストヒットリクエスト（ニッポン放送）
- ザ・ヒットパレード（TBSラジオ・JRN系）
1980年代から1990年代の長期にわたり放送され、初期は毎日電リク、毎日ランキング発表など、後期はちょっと前のヒット曲がリクエストの中心になるなどバラエティに富んだ。
- 青春ラジメニア（ラジオ関西）
1989年から2021年現在まで放送中の長寿番組。アニメソングが中心で全曲フルコーラスで放送される。
- アニメ関門文化学園（カモンエフエム）
カモンエフエム開局当時の1998年から2021年現在まで放送中の長寿番組。ランティスの新譜アニメソングと、リスナーからのメッセージと、リクエスト曲であるアニメソングから構成されている番組である。アニメソングが、中心で全曲フルコーラスで放送される。
- 歌声は風にのって（ラジオ関西）
1960年7月1日から2021年現在まで放送中の長寿番組。2020年3月まで全曜日で放送、2021年9月までは神姫バスグループの単独提供だった。
- 河田直也&桜井一枝のうきうき土曜リクエスト（MBSラジオ）
午後1時からメール・FAXでリクエスト受付。
- 山崎弘士のGOGOリクエスト（KBS京都）
はがき・メール・FAXでリクエスト受付。
- ウシミツリクエストABC（ABCラジオ）
- バンリク（四国放送）
- リクエストプラザ（STVラジオ）
- 歌謡曲ふれあい電話リクエスト（秋田放送）
- 笑福亭鶴光の噂のゴールデンリクエスト（ニッポン放送・NRN系）
バラエティ的企画やスポーツニュースもある。また2020年度以降のナイターオフ期はレギュラー編成され、番組後半部分はNRN系列局でもネットされている。

テレビ番組
- あなたが選ぶ思い出の紅白・感動の紅白（NHK）
- Eテレセレクション（NHK Eテレ）